# (4091) Lowe
(4091) Lowe est un astéroïde de la ceinture principale.

## Description
(4091) Lowe est un astéroïde de la ceinture principale. Il fut découvert par Edward L. G. Bowell le 7 octobre 1986 à Flagstaff (Observatoire Lowell). Il présente une orbite caractérisée par un demi-grand axe de 3,18 UA, une excentricité de 0,117 et une inclinaison de 12,21° par rapport à l'écliptique.
Il fut nommé en l'honneur de Andrew Lowe, astronome amateur canadien basé à Calgary.

## Compléments